# Tyyyle Miłości
Tyyyle Miłości – kompozycja stworzona przez Reni Jusis oraz Stendka na ósmy album Reni Jusis. Utwór został wyprodukowany przez Stendka oraz wydany jako pierwszy singel z krążka dnia 25 maja 2018 roku.
Singel dotarł do pierwszego miejsca listy „Polska Lista!” organizowanego przez Radio Sfera.

## Tło
Podczas rozmowy z Markiem Niedźwieckim Jusis tak skomentowała nowy utwór:

Jest to utwór o otaczającej nas samotności. O tych wszystkich pozostawionych samym sobie. Począwszy od osób starszych, zapomnianych, poprzez samotnych rodziców czy singli, którzy stracili nadzieję, czy chociażby nastolatków i dzieci, dla których zabiegani dorośli nie mają czasu. Wszystkich ich łączy wielkie pragnienie dzielenia się swoim życiem, pasją, emocjami z drugim człowiekiem. Często zastanawiam się, dlaczego tworzenie relacji stało się dziś tak trudne i czy jesteśmy jeszcze w stanie odkleić wzrok od smartfonów, aby zauważyć drugiego człowieka.

## Realizacja i promocja singla
Pierwszy raz singel został zaprezentowany 28 kwietnia 2018 roku podczas koncertu w ramach Off Camera w Krakowie. Wtedy też Jusis poinformowała fanów, że studyjna wersja ukaże się niebawem.
Oficjalna premiera odbyła się prawie miesiąc później, 25 maja 2018 w Radiowej Trójce podczas rozmowy z Markiem Niedźwieckim.
Utwór pierwszy raz został zagrany dzień przed oficjalną premierą przez stację radiową Weekend FM.
W dniu premiery artystka była główną gwiazdą gali „Grube Ryby” – corocznej gali wręczenia nagród organizowaną przez stację Radia Kolor, gdzie wykonała najnowszy singel oraz stare przeboje.
Telewizyjna premiera singla odbyła się 10 czerwca w TVN podczas trwania programu DDTVN. Jusis wykonała piosenkę stojąc na dachu studia.
Tego samego dnia artystka była gościem specjalnym na imprezie organizowanej przez portal „Vogule Poland” tuż po Paradzie Równości.

## Teledysk
Klip został wyreżyserowany przez Aleksandrę Przytułę do scenariusza Jusis oraz Michała Przytuły. Zdjęcia do klipu odbyły się w hali Domu Słowa Polskiego. Finalny mural został stworzony przez Sławka Zbioka Czajkowskiego, jednego z najbardziej znanych polskich artystów z krę̨gu street art. Za stylizację odpowiedzialni są Dorian Lehman Tattoos oraz Rafał Potomski.
W wywiadzie z Markiem Sierockim, Jusis krótko skomentowała teledysk:

Historia w teledysku opowiedziana jest oczami małego chłopca. – Najtrudniejsze było znalezienie głównego bohatera. Nigdy wcześniej przy tego typu produkcjach nie pracowaliśmy z dziećmi i mieliśmy wielkie obawy czy nam się to uda. I tak przez znajomych znajomych dotarliśmy do 11-letniego Alana Godzisza, młodego perkusisty, który ujął nas swoją otwartością, spontanicznością i po trzech dniach zdjęciowych bez reszty skradł nasze serca.

W klipie wzięli udział:
- Chłopak: Alan Godzisz
- Dziewczynka: Weronika Szparło
- Matka: Katarzyna Ilczyszyn
- Ojciec: Michał Przytuła
- Właściciel Sklepu: Reni Jusis

## Format i lista utworów
Digital Download
1. Tyyyle Miłości

## Notowania
| Kraj              | Notowanie (2018)                | Wydawca                  | Najwyższa pozycja | Data osiągnięcia pozycji szczytowej |
| ----------------- | ------------------------------- | ------------------------ | ----------------- | ----------------------------------- |
| Polska            | Szczecińska Lista Przebojów     | Radio Szczecin           | 41                | 2018-06-08                          |
| Polska            | LP3                             | Lista Programu Trzeciego | 54                | 2018-06-01                          |
| Polska            | Hitport                         | Weekend FM               | PROPOZYCJE        | 2018-06-01                          |
| Polska            | Lista Przebojów Radia Białystok | Radio Białystok          | PROPOZYCJE        | 2018-06-16                          |
| Polska            | Polska Lista!                   | Radio Sfera              | 1                 | 2018-06                             |
| Polska            | Lista Przebojów RAGA TOP        | Radio Olsztyn            | 46                | 2018-06                             |
| Stany Zjednoczone | TOP 15                          | Wietrzne Radio           | 7                 | 2018-06-15                          |